# Durgadevinagar, Bagalkot
Durgadevinagar là một làng thuộc tehsil Bagalkot, huyện Bagalkot, bang Karnataka, Ấn Độ.